# اچ‌ام‌اس لورت (۱۸۰۶)
اچ‌ام‌اس لورت (۱۸۰۶) (به انگلیسی: HMS Leveret (1806)) یک کشتی بود که طول آن ۱۰۰ فوت ۰ اینچ (۳۰٫۴۸ متر) بود. این کشتی در سال ۱۸۰۶ ساخته شد.